# George Athor
George Athor Deng (1962 – 19 de diciembre de 2011) fue militar gambiano, teniente general de las Fuerzas Armadas de Sudán del Sur y disidente SPLA que dirigió el Movimiento Democrático de Sudán del Sur y su ala militar, el Ejército de Defensa de Sudán del Sur. También fue un candidato independiente para el liderazgo de Jonglei antes de la independencia de Jonglei Sudán del Sur.

## Biografía
Athor se unió al SPLA en 1983 y fue nombrado al rango de mayor general después de que el SPLA formalizara sus estructuras de rango después de 2005. Athor se convirtió en comandante de la división Jonglei (8.ª División). FUe promocionado a teniente general y nombrado Jefe de Gabinete Adjunto para la orientación política y moral. Numerosos rumores lo acusan de estar involucrado en el contrabando de armas, el tráfico de influencias y la malversación de fondos tanto en Jonglei como en el Alto Nilo. También estuvo implicado en la mascre del desarme del Ejército Blanco de Nuer de 2006. Después de las elecciones generales de abril de 2010, después de sospechas de fraude en el proceso, Athor oequestóuna serie de ataques a las bases de SPLA. Otros ataques conducen a una gran inseguridad en la parte noroccidental del estado de Jonglei. Aunque Athor supuestamente acordó un alto el fuego antes del referéndum de enero de 2011, en febrero de 2011, la BBC informó del asesinato de 200 civiles por los hombres de Athor.
El 20 de diciembre de 2011, se reportó por la BBC Athor había sido asesinado en el ataque a la entrada a Sudán del Sur para obtener más tropas. South Sudan's Vice-President Riak Machar Teny said that he was killed on 19 December in a clash with border guards.